# Hiparh
Hiparh sau Hipparchus (Nicaea, Bithynia, cca. 190 î.Hr. — Rodos, cca.120 î.Hr.) este cel mai mare astronom al Antichității, fondatorul astronomiei științifice, în opoziție cu cea speculativă. Conduce observații astronomice pe parcursul șederii sale în Insula Rodos. Prin intermediul acestora, determină durata anotimpurilor, faptul că mișcarea Soarelui în jurul Pământului nu este uniformă și descoperă neregularități în mișcarea Lunii. Clasifică stelele după strălucire, întocmind o hartă de 1022 de entități. Totodată, calculează cu mare precizie pentru acele vremuri distanța de la Pământ la Lună, precum și diametrul celei din urmă. A completat teoria epiciclurilor și a utilizat pentru prima dată metodele trigonometrice în astronomie. Cea mai importantă descoperire a lui Hiparh este aceea a fenomenului de precesie a echinocților.

## Viața și opera
Foarte probabil, Hipparchus s-a născut la Niceea (actuala localitate Iznik), în Bithinia, un vechi regat din nord-vestul Asiei Mici, iar acum în Turcia
Nu se cunosc exact datele vieții sale, dar Ptolomeu îi atribuie observații astronomice din 147 î.Hr. până în 127 î.Hr.; observații anterioare, începând din 162 î.Hr., pot să-i fie și ele atribuite.
Data nașterii sale, în jurul anului 190 î.Hr., a fost calculată de Jean-Baptiste Delambre, bazându-se pe indicii privitoare la lucrările sale.
Hipparchus trebuie să fi trăit câtva timp după 127 î.Hr., întrucât și-a analizat și publicat ultimele observații.
Hipparchus a obținut informații provenind din Alexandria și din Babilon, dar nu se știe dacă și când a vizitat acele locuri. Potrivit tradiției, și-a petrecut o parte din viață pe insula Rhodos, unde și-a sfârșit zilele.
Deși Hipparchus a scris cel puțin 14 lucrări, doar trei din „Comentariile” despre „Fenomenele” lui Eudoxius și ale lui Aratos (Τῶν Ἀράτου καὶ Εὐδόξου φαινομένων ἐξήγησις) au ajuns până în zilele noastre. Există și referințe la Hipparchus în operele lui Pappus din Alexandria și Thion din Alexandria în comentariile lor la Almageste, în „Geografia” (Γεωγραφικά) de Strabon și în Istoria Naturală de Pliniu cel Bătrân (operele lui Hipparchus existau încă în vremea acestora). Câteva referințe mai puțin semnificative se întâlnesc și la Thion din Smirna, Chalcidius, Synesios din Cirene, Plutarh și Proclus.
În afară de Comentariile citate mai sus, și lucrările următoare îi sunt atribuite lui Hipparchus.
- Εἰς τοὺς Ἀρίστους (Pentru cei mai buni)
- Παραλλακτικά (Paralaxele, 2 cărți)
- Περὶ ἀστερισμῶν (Despre Constelații)
- Περὶ ἐκλειψέων  Ἡλίου κατὰ τὰ ἑπτὰ κλίματα (Despre eclipse de Soare, după cele 7 climate)
- Περὶ ἐμβολίμων μηνῶν τε καὶ ἡμερῶν (Despre lunile și zilele intercalare)[6]
- Περὶ μεγεθῶν και ἀποστημάτων Ἡλίου και Σελήνης (Mărimile și distanțele Soarelui și Lunii, 2 cărți)
- Περὶ μηνιαίου χρόνου (Despre durata lunii lunare)
- Περὶ τὴς κατὰ πλάτος μηνιαίας τὴς Σελήνης κινήσεως (Despre mișcarea lunară în latitudine a Lunii)
- Περὶ τὴς πραγματείας τῶν ἐν κύκλῳ εὐθειῶν (Despre studiul dreptelor din cerc, 12 cărți)
- Περὶ τὴς τῶν ἀπλανῶν συντάξεως (De la disposition des latitudes)
- Περὶ τὴς τῶν συναναστολῶν πραγματείας (Despre studiul răsăriturilor simultane)
- Περὶ τὴς τῶν δώδεκα ζωδίων ἀναφοράς (Despre ascensia celor douăsprezece semne zodiacale)
- Περὶ τὴς μεταπτώσεως τῶν τροπικῶν καὶ ἐαρινῶν ἰσημερίων (Despre schimbarea solstițiilor și echinocțiilor primăvăratice)
- Περὶ τοῦ ἐνιαυσίου μεγέθους (Despre durata anului)
- Περὶ τῶν διὰ βάρους κάτω φερομένων (Despre deplasarea obiectelor în jos ca urmare a greutății lor)
- Πρὸς τὸν Ἐρατοσθένη καὶ τὰ ἐν τῇ γεωγραφίᾳ αὐτού λεχθέντα (Contra lui Eratostene și ceea ce este spus în Geografia sa. Adesea lucrarea este cunoscută sub titlul de „Critica geografiei lui Eratostene”)

## Geometrie și trigonometrie
Hiparh este primul autor al unui tabel de valori pentru coardele geometrice asociate unghiurilor. Aceste tabele au fost dezvoltate ulterior de Claudiu Ptolemeu.

## Catalog al stelelor și precesia echinocțiilor

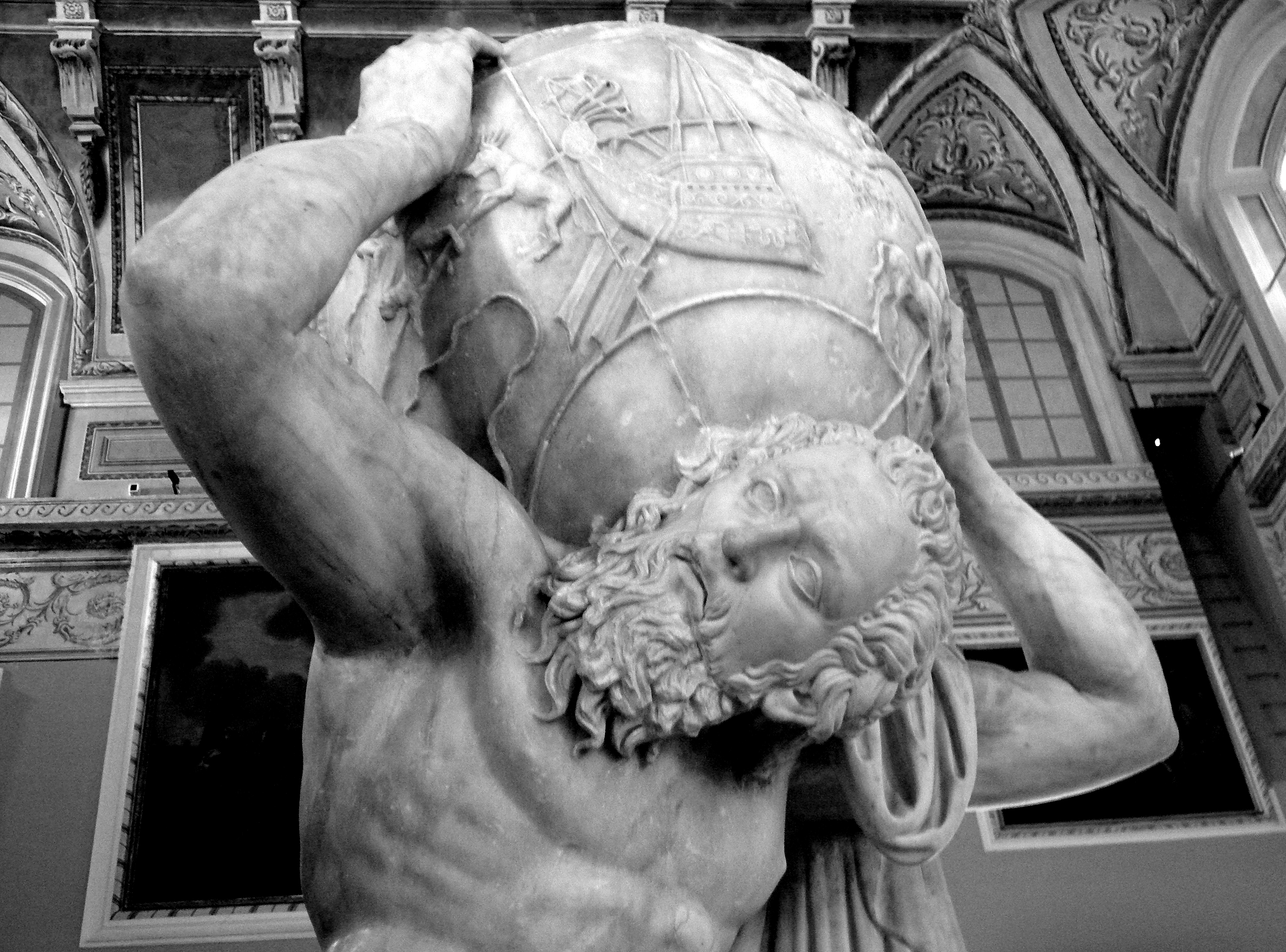
Atlas Farnese, copie romană a unui original elenistic (Muzeul Arheologic din Neapole).

Hipparchus a realizat compilația unui catalog stelar, continuare a celui întocmit de Timocharis din Alexandria. Confruntând acest catalog, vechi de peste un secol, cu propriile sale observații, a descoperit precesia echinocțiilor. El a estimat-o la „cel puțin 1° pe secol”.
Potrivit lui Bradley E. Schaefer, astrofizician de la Louisiana State University din Bâton-Rouge, o parte a catalogului stelar al lui Hipparchus este vizibil pe Atlas Farnese, o copie romană din secolul al II-lea a unei statui elenistice. Între alte argumente, el avansează ideea că punctul de observație trebuie să fie insula Rhodos. Acest catalog al lui Hipparchus nu este, prin urmare, pierdut în totalitate.. Pe globul purtat de Atlas se află reprezentarea unui număr de 41 de constelații, cercurile de referință (ecuatorul ceresc, ecliptica, tropicele, cercurile polare) care permit situarea lor.

## Ediții și traduceri
- Berger H. Die geographischen Fragmente des Hipparch. Leipzig: B. G. Teubner, 1869.
- Dicks D.R. The Geographical Fragments of Hipparchus. Edited with an Introduction and Commentary. London: Athlon Press, 1960. Pp. xi + 215.
- Manitius K. In Arati et Eudoxi Phaenomena commentariorum libri tres. Leipzig: B. G. Teubner, 1894. 376 S.

## Notorietate
- Asteroidul (4000 Hipparchus) a fost numit în onoarea sa.
- Satelitul artificial, lansat în 1989, dedicat astrometriei, a fost numit Hipparcos. Date obținute de la acest satelit au fost reunite în Catalogul Hipparcos.
- O regiune de pe Lună a fost denumită „Circul Hipparchus”.

### General
- O'Connor, John J.; Robertson, Edmund F., „Hiparh”, MacTutor History of Mathematics archive, University of St Andrews.
- Biographical page at the University of Cambridge
- University of Cambridge's Page about Hipparchus' sole surviving work
- Biographical page at the University of Oregon
- Biography of Hipparchus on Fermat's Last Theorem Blog
- Os Eclipses, AsterDomus website, portuguese Arhivat în 11 februarie 2009, la Wayback Machine.
- Ancient Astronomy, Integers, Great Ratios, and Aristarchus

### Precesie
- David Ulansey about Hipparchus's understanding of the precession

### Corpuri cerești
- M44 Praesepe at SEDS, University of Arizona

### Catalog stelar
- A brief view by Carmen Rush on Hipparchus' stellar catalog Arhivat în 19 iunie 2002, la Wayback Machine.